# Chiesa di San Salvatore (Lugano)
La chiesa di San Salvatore è un edificio religioso che si trova sulla vetta del Monte San Salvatore, nel territorio di Carona, quartiere di Lugano.

## Storia
La costruzione viene citata per la prima volta in documenti storici risalenti al XIII secolo. Nel 1680 entra a far parte dei possedimenti della Confraternita di Santa Marta (poi Arciconfraternita della Buona Morte). Nel 1718 venne ricostruita e nel 1820 subì una ristrutturazione. Nel 1938 venne rifatta la facciata costruendola in granito.

## Descrizione
La chiesa è costituita da un'unica navata, dotata di un coro con volta a botte.